# Elezioni regionali in Sardegna del 2019
Le elezioni regionali in Sardegna del 2019 si sono tenute domenica 24 febbraio.

## Legge elettorale
La legge elettorale è stabilita dalla Legge Regionale Statutaria n. 1 del 12 novembre 2013, ed è la stessa legge che era in vigore per le elezioni del 2014. Il consiglio regionale è composto da 60 membri. La legge prevede un unico turno, con voto di lista, la possibilità di esprimere una preferenza all'interno della lista prescelta, e voto per il candidato presidente, su un'unica scheda. È possibile votare per una lista e per un candidato presidente non collegati fra loro ("voto disgiunto", Art. 9). Nel dicembre 2018 è stata approvata dal Consiglio regionale della Sardegna una modifica alla legge elettorale, applicata per la prima volta proprio in occasione di questa consultazione, che consente la doppia preferenza di genere: sulla scheda l’elettore può esprimere due preferenze, purché siano di genere diverso (per un uomo e per una donna o viceversa); in caso contrario la seconda preferenza viene annullata, e resta valida solo la prima.
È eletto Presidente della Regione il candidato che ottiene la maggioranza (anche solo relativa) dei voti (art. 1, comma 4). Alle liste collegate al presidente eletto viene eventualmente assegnato un premio di maggioranza nella seguente misura: il 60% dei seggi nel caso il presidente eletto abbia ottenuto una percentuale di preferenze superiore al 40%; il 55% dei seggi nel caso il presidente eletto abbia ottenuto una percentuale di preferenze compresa fra il 25% e il 40%, mentre nessun premio di maggioranza è assegnato se il presidente è eletto con meno del 25% (Art. 13). La legge prevede una soglia di sbarramento del 10% per le coalizioni e del 5% per le liste non coalizzate (Art. 1, comma 7). Nessuno sbarramento è previsto per le liste all'interno delle coalizioni che abbiano superato il 10%.

### Circoscrizioni elettorali

Mappa delle circoscrizioni elettorali all'epoca delle elezioni

Secondo l'art. 3 della Legge Statutaria n. 1/2013, il territorio della Regione è ripartito nelle otto circoscrizioni elettorali di Cagliari, Carbonia-Iglesias, Medio Campidano, Nuoro, Ogliastra, Olbia-Tempio, Oristano e Sassari, cioè equivalenti alla vecchia suddivisione degli enti locali in vigore fino al 2016. Il complesso delle circoscrizioni forma il collegio unico regionale ai fini del calcolo dei voti attribuiti ai candidati alla carica di Presidente della Regione e dell'attribuzione e del riparto dei seggi fra le coalizioni e i gruppi di liste.
I seggi assegnati alle circoscrizioni sono i seguenti:
| Circoscrizione elettorale                       | Numero seggi assegnati |
| ----------------------------------------------- | ---------------------- |
| Cagliari                                        | 20                     |
| Sassari                                         | 12                     |
| Nuoro                                           | 6                      |
| Olbia-Tempio                                    | 6                      |
| Oristano                                        | 6                      |
| Carbonia-Iglesias                               | 4                      |
| Medio Campidano                                 | 3                      |
| Ogliastra                                       | 2                      |
| Secondo classificato tra i candidati Presidente | 1                      |
| Totale                                          | 60                     |

### Sottoscrizione e composizione di candidati e liste
Le liste dei candidati per ogni circoscrizione devono essere sottoscritte da non meno di 500 e non più di 1.000 elettori iscritti nelle liste elettorali dei comuni della circoscrizione per le circoscrizioni fino a 500.000 abitanti o da non meno di 1.000 e non più di 1.500 elettori iscritti nelle liste elettorali dei comuni della circoscrizione per le circoscrizioni oltre i 500.000 abitanti. La raccolta di tali firme è esentata se la lista è rappresentata da "contrassegni tradizionalmente usati o ufficialmente riconosciuti dai partiti o gruppi o movimenti politici di carattere nazionale o regionale che abbiano avuto eletto, nella legislatura in corso alla data dell'indizione dei comizi, un proprio rappresentante nel Consiglio regionale o ai quali, con dichiarazione formale, aderisca almeno un consigliere regionale in carica alla data di indizione dei comizi elettorali" e nel caso in cui la lista sia contraddistinta da un contrassegno composito nel quale sia contenuto quello di un partito o gruppo politico esente da tale onere..
Tale aspetto della legge elettorale ha fatto sì che, visti i candidati scelti, l'unica lista obbligata a raccogliere e presentare le firme necessarie fosse quella del Movimento 5 Stelle.
Ogni lista circoscrizionale deve comprendere un numero di candidati non inferiore ai due terzi (arrotondato all'unità superiore) dei seggi assegnati alla circoscrizione e non superiore (nelle circoscrizioni con un numero di seggi almeno pari a tre) al numero dei seggi assegnati (aumentato di un'unità se il numero dei seggi è dispari). In sede di presentazione di ciascuna lista, è necessaria la dichiarazione di collegamento con il candidato alla carica di Presidente della Regione, così come ciascun candidato alla Presidenza è tenuto a dichiarare il collegamento con uno o più gruppi di liste. Le eventuali coalizioni non sono espressamente invitate a indicare un nome della coalizione stessa.

## Presentazione delle candidature
- Il 24 novembre Massimo Zedda, sindaco di Cagliari, annuncia al termine di un incontro pubblico a Milis la sua disponibilità a essere il candidato presidente di una coalizione di centro-sinistra,[5] ricevendo dopo tre giorni il sostegno del Partito Democratico, il quale rinuncia all'idea di tenere delle primarie di coalizione[6]. Il 15 dicembre viene inoltre presentato il candidato alle elezioni suppletive del 20 gennaio 2019: la lista, denominata Progressisti di Sardegna, include Partito Democratico, Liberi e Uguali, Unione Popolare Cristiana, Campo Progressista Sardegna, Possibile, Partito Socialista Italiano, Futura, Sardegna in Comune e Radicali Sardi Progetto Comunista.[7]
- Il centro-destra, il 25 novembre, durante la giornata conclusiva del XXXIV Congresso Nazionale del Partito Sardo d'Azione svoltosi a Cagliari, lancia la candidatura del segretario del partito Christian Solinas[8], ufficializzata qualche giorno dopo dal tavolo di coalizione convocato a Barumini. Prendono parte alla coalizione, oltre al Partito Sardo d'Azione, la Lega per Salvini Premier (che si presenta per la prima volta in Sardegna), Forza Italia, Fratelli d'Italia, Unione di Centro, Unione dei Sardi, Sardegna20Venti, Movimento Civico Sardegna, Fortza Paris, Energie per l'Italia e i Riformatori Sardi.[9]
- Il Movimento 5 Stelle, assente alle precedenti consultazioni, inizialmente sceglie come candidato presidente, tramite primarie online, l’ex sindaco di Assemini Mario Puddu, primo a scendere in campo ufficialmente. Il 18 ottobre 2018, però, Puddu viene condannato per abuso d’ufficio per una vicenda risalente al periodo in cui era primo cittadino, e ritira la propria candidatura[10]. Dopo un nuovo giro di votazioni online sulla piattaforma Rousseau, con 450 voti in totale su 1.350, il Movimento ufficializza la candidatura di Francesco Desogus il 4 dicembre[11].
- Il Partito dei Sardi, partito indipendentista liberale, a settembre ha lanciato la proposta delle Primarias, aperte anche ai partiti filo-italiani, purché essi dichiarassero di riconoscersi nella Sardegna come Nazione dotata di interessi specifici[12]; il quesito (È condiviso che il popolo sardo, con la sua millenaria storia mediterranea ed europea, ha diritto ad autodeterminarsi, vale a dire a scegliere pacificamente le proprie forme di autogoverno. A partire da questa consapevolezza, ritieni che si possa affermare quanto segue? “La Sardegna è una nazione, cioè una comunità portatrice di diritti e interessi propri, che in quanto tale necessita di maggiori poteri per interpretarli, difenderli, affermarli) è stato comunque formalizzato con un referendum in occasione delle stesse primarie, ma svincolato dalla scelta del candidato; hanno votato 18.552 dei 20.610 iscritti al voto: il "Sì" ha ottenuto 17.725 voti, il "No" 396, e le schede bianche sono state 431. All'appello non hanno comunque risposto formazioni esterne al partito stesso, pertanto le rinominate Primarias divennero normali elezioni interne al partito stesso. La votazione, svoltasi online dal 6 al 16 dicembre, ha eletto e ufficializzato con 15.452 voti a suo favore la candidatura del segretario Paolo Maninchedda, ex assessore ai trasporti della giunta Pigliaru[13][14][15].
- Il 4 ottobre Andrea Murgia è il candidato ufficiale della coalizione indipendentista di sinistra Autodeterminatzione, cartello politico composto da RossoMori, Indipendèntzia Repùbrica de Sardigna, Sardigna Natzione Indipendentzia, Liberu, Sardegna Possibile, Gentes e Radicales Sardos.[16] Questi ultimi vengono l'8 dicembre 2018 espulsi dal progetto poiché intrattenevano discussioni con la coalizione di centro-sinistra formatasi successivamente, rapporti non conformi con lo statuto della coalizione.[17] Il 19 dicembre AutodetermiNatzione annuncia l'estensione del "progetto per la Sardegna che diventa ogni giorno più largo e plurale” con un comunicato congiunto a firma di Andrea Murgia, Roberto Mirasola a nome di parte dei fuoriusciti da Sinistra Italiana e Sardigna Libera di Claudia Zuncheddu.[18]. Tuttavia il 18 gennaio 2019 il movimento Sardi Liberi annuncia l'ingresso della Zuncheddu nel proprio movimento.
- Il 15 dicembre si forma un terzo polo indipendentista transpartitico, chiamato Sardi Liberi, composto dalla formazione dell'ex deputato Mauro Pili Unidos, di stampo conservatore, da ProgReS - Progetu Republica, formazione social-democratica e da alcuni ex membri del PSd'Az, centristi, in disaccordo con la corrente di Christian Solinas.[19] Il 23 dicembre, in un incontro della neonata coalizione a Ghilarza, Mauro Pili viene scelto come candidato presidente.[20] Il 18 gennaio 2019 entra a farne parte il movimento Sardigna Libera di Claudia Zuncheddu.
- Il 7 dicembre annuncia la sua candidatura come indipendente di destra il magistrato Ines Simona Pisano[21], nata a Bosa ma residente a Roma da diverso tempo[22]; la sua candidatura è appoggiata dal Movimento Nazionale per la Sovranità[23]. Tuttavia, il 18 gennaio 2019 comunica il ritiro della sua candidatura a presidente.[24]
- Il 14 gennaio annuncia, in contemporanea con la consegna dei simboli, la sua candidatura il giornalista e scrittore Vindice Lecis sostenuto dalla lista Rifondazione Comunista-PCI-Sinistra Sarda[25].

## Sondaggi

### Candidato presidente
| Data rilevazione | Istituto | Christian Solinas (Centro-destra) | Massimo Zedda (Centro-sinistra) | Francesco Desogus (Movimento 5 Stelle) | Mauro Pili (Sardi Liberi) | Andrea Murgia (Autodeterminatzione) | Paolo Maninchedda (Partito dei Sardi) | Vindice Lecis (Sinistra Sarda) |
| ---------------- | -------- | --------------------------------- | ------------------------------- | -------------------------------------- | ------------------------- | ----------------------------------- | ------------------------------------- | ------------------------------ |
| 29 gennaio       | SWG      | 33-37 %                           | 29-33 %                         | 22-26 %                                | 4-6 %                     | 1-3 %                               | 1-3 %                                 | 0-2 %                          |

### Liste e coalizioni
| Data rilevazione | Istituto | Centro-destra | Centro-destra | Centro-destra | Centro-destra | Centro-destra | Centro-destra | Centro-destra | Centro-destra | Centro-sinistra | Centro-sinistra | Centro-sinistra | Centro-sinistra | Centro-sinistra | Centro-sinistra | Centro-sinistra | Centro-sinistra | M5S    | ADN   | Partito dei Sardi | Sardi Liberi | Sinistra Sarda |
| Data rilevazione | Istituto | Lega          | FI            | Rif.          | UdC           | PSdAz         | FdI           | Altri         | Totale        | PD              | SardCom         | FutCom          | NoiConZ         | CPS             | LeU             | Altri           | Totale          | M5S    | ADN   | Partito dei Sardi | Sardi Liberi | Sinistra Sarda |
| ---------------- | -------- | ------------- | ------------- | ------------- | ------------- | ------------- | ------------- | ------------- | ------------- | --------------- | --------------- | --------------- | --------------- | --------------- | --------------- | --------------- | --------------- | ------ | ----- | ----------------- | ------------ | -------------- |
| 29 gennaio       | SWG      | 14,6 %        | 6,3 %         | 4,8 %         | 4,2 %         | 3,1%          | 3,0 %         | 2,8 %         | 38,8 %        | 12,6 %          | 6,3 %           | 3,1 %           | 2,6 %           | 1,6 %           | 1,4 %           | 1,7 %           | 29,3 %          | 23,5 % | 1,8 % | 1,4 %             | 4,1 %        | 1,1 %          |

## Gli exit poll errati e la lentezza nello spoglio
Subito dopo la chiusura delle urne è stato diffuso un exit poll in cui si prospettava un testa a testa fra Solinas e Zedda. Lo spoglio delle schede ha dato un risultato notevolmente difforme da questo pronostico. Polemiche sono sorte anche a causa della lentezza nello spoglio e nella diffusione dei dati. I ritardi sono dovuti non solo alla complessità del sistema elettorale, ma anche alle direttive regionali che prevedevano, ad esempio, che i comuni con meno di 10 sezioni inviassero i dati solo a spoglio completamente concluso, e i comuni più grandi inviassero i primi dati solo al 25% dello spoglio. Nel pomeriggio del 2 marzo, 6 giorni dopo le elezioni, il sito ufficiale della regione riporta i risultati di solo 1806 sezioni su 1840 per le liste. Il 7 marzo 2019 la presidente della Corte d'Appello di Cagliari Gemma Cucca ha fatto sapere che ci sarebbe voluto ancora del tempo per conoscere i dati definitivi delle elezioni regionali in Sardegna e per la conseguente proclamazione dei 60 consiglieri eletti, governatore compreso. La proclamazione ufficiale degli eletti è avvenuta il 20 marzo, a quasi un mese dal giorno in cui si sono tenute le elezioni.

## Affluenza
| Circoscrizioni    | Elettori  | Affluenza | Affluenza | Affluenza | Affluenza | Affluenza | Affluenza | Affluenza     |
| Circoscrizioni    | Elettori  | 12:00     | prec.     | 19:00     | prec.     | 22:00     | prec.     | Var. dal 2014 |
| ----------------- | --------- | --------- | --------- | --------- | --------- | --------- | --------- | ------------- |
| Sardegna          | 1.470.404 | 16,77%    | 14,50%    | 43,78%    | 41,02%    | 53,75     | 52,38%    | 1,37%         |
| Cagliari          | 492.393   | 18,58%    | 15,01%    | 45,25%    | 39,98%    | 55,47%    | 51,38%    | 4,09%         |
| Carbonia-Iglesias | 117.634   | 16,61%    | 14,04%    | 42,00%    | 38,05%    | 51,32%    | 48,82%    | 2,5%          |
| Medio Campidano   | 89.750    | 15,3%     | 12,49%    | 40,41%    | 36,75%    | 50,85%    | 46,92%    | 3,93%         |
| Nuoro             | 140.953   | 15,78%    | 16,07%    | 43,36%    | 46,04%    | 53,17%    | 57,08%    | -4,54%        |
| Ogliastra         | 52.808    | 16,24%    | 15,79%    | 44,46%    | 44,62%    | 54,26%    | 55,71%    | -1,45%        |
| Olbia-Tempio      | 132.696   | 16,28%    | 13,50%    | 43,47%    | 40 30%    | 52,71%    | 52,27%    | 0,44%         |
| Oristano          | 149.349   | 14,85%    | 12,77%    | 41,87%    | 39,37%    | 51,26%    | 49,71%    | 1,55%         |
| Sassari           | 294.821   | 16,04%    | 14,79%    | 44,28%    | 43,33%    | 54,65%    | 55,23%    | -0,58%        |

## Risultati
|                                      | Christian Solinas ✔️ Presidente | 364 059   | 47,79 | Lega per Salvini Premier | 81 421  | 11,40 | 8  |  |  |
| Partito Sardo d'Azione               | Christian Solinas ✔️ Presidente | 364 059   | 47,79 | 70 434                   | 9,86    | 7     |    |  |  |
| Forza Italia                         | Christian Solinas ✔️ Presidente | 364 059   | 47,79 | 57 430                   | 8,04    | 5     |    |  |  |
| Riformatori Sardi                    | Christian Solinas ✔️ Presidente | 364 059   | 47,79 | 36 299                   | 5,08    | 4     |    |  |  |
| Fratelli d'Italia                    | Christian Solinas ✔️ Presidente | 364 059   | 47,79 | 33 716                   | 4,72    | 3     |    |  |  |
| Sardegna20Venti - Tunis              | Christian Solinas ✔️ Presidente | 364 059   | 47,79 | 29 473                   | 4,13    | 3     |    |  |  |
| Pro Sardinia - Unione di Centro      | Christian Solinas ✔️ Presidente | 364 059   | 47,79 | 26 948                   | 3,77    | 3     |    |  |  |
| Sardegna Civica                      | Christian Solinas ✔️ Presidente | 364 059   | 47,79 | 11 671                   | 1,63    | 1     |    |  |  |
| Fortza Paris                         | Christian Solinas ✔️ Presidente | 364 059   | 47,79 | 11 611                   | 1,63    | 1     |    |  |  |
| Unione dei Sardi                     | Christian Solinas ✔️ Presidente | 364 059   | 47,79 | 7 828                    | 1,10    | –     |    |  |  |
| Energie per l'Italia                 | Christian Solinas ✔️ Presidente | 364 059   | 47,79 | 3 505                    | 0,49    | –     |    |  |  |
| Totale liste                         | Christian Solinas ✔️ Presidente | 364 059   | 47,79 | 370 354                  | 51,87   | 36    |    |  |  |
|                                      | Massimo Zedda                   | 250 797   | 32,92 | Partito Democratico      | 96 235  | 13,48 | 8  |  |  |
| Liberi e Uguali Sardigna             | Massimo Zedda                   | 250 797   | 32,92 | 27 077                   | 3,79    | 2     |    |  |  |
| Campo Progressista Sardegna          | Massimo Zedda                   | 250 797   | 32,92 | 22 671                   | 3,18    | 2     |    |  |  |
| Noi, la Sardegna con Massimo Zedda   | Massimo Zedda                   | 250 797   | 32,92 | 20 011                   | 2,80    | 2     |    |  |  |
| Futuro Comune con Massimo Zedda      | Massimo Zedda                   | 250 797   | 32,92 | 18 750                   | 2,63    | 2     |    |  |  |
| Sardegna in Comune con Massimo Zedda | Massimo Zedda                   | 250 797   | 32,92 | 17 566                   | 2,46    | 1     |    |  |  |
| Cristiano Popolari e Socialisti      | Massimo Zedda                   | 250 797   | 32,92 | 9 275                    | 1,30    | –     |    |  |  |
| Progetto Comunista per la Sardegna   | Massimo Zedda                   | 250 797   | 32,92 | 3 075                    | 0,43    | –     |    |  |  |
| Totale liste                         | Massimo Zedda                   | 250 797   | 32,92 | 214 660                  | 30,06   | 18    |    |  |  |
|                                      | Francesco Desogus               | 85 342    | 11,20 | Movimento 5 Stelle       | 69 573  | 9,74  | 6  |  |  |
|                                      | Paolo Maninchedda               | 25 559    | 3,35  | Partito dei Sardi        | 26 216  | 3,67  | –  |  |  |
|                                      | Mauro Pili                      | 17 593    | 2,31  | Sardi Liberi             | 15 234  | 2,13  | –  |  |  |
|                                      | Andrea Murgia                   | 13 955    | 1,83  | Autodeterminatzione      | 13 657  | 1,91  | –  |  |  |
|                                      | Vindice Lecis                   | 4 528     | 0,59  | Sinistra Sarda (PRC-PCI) | 4 308   | 0,60  | –  |  |  |
| Totale                               | Totale                          | 761 833   | 100   |                          | 714 002 | 100   | 60 |  |  |
|                                      |                                 |           |       |                          |         |       |    |  |  |
| Voti non validi                      | Voti non validi                 | 28 876    | 3,65  |                          |         |       |    |  |  |
| Votanti                              | Votanti                         | 790 709   | 53,78 |                          |         |       |    |  |  |
| Elettori                             | Elettori                        | 1 470 401 |       |                          |         |       |    |  |  |
|                                      |                                 |           |       |                          |         |       |    |  |  |
| Fonte: Regione Sardegna              |                                 |           |       |                          |         |       |    |  |  |

1. ↑  La lista comprende anche candidati di Partito Repubblicano Italiano, Partito Liberale Italiano e Alleanza Liberaldemocratica per l'Italia.
2. ↑  35 + 1 seggio assegnato al candidato presidente eletto
3. ↑  Presente solo nei collegi di Cagliari, Oristano, Medio Campidano, Nuoro, Ogliastra e Carbonia-Iglesias
4. ↑  Lista composta da MDP Cagliari, Circolo Nelson Mandela, Italia in Comune, Possibile, Futura e Radicales Sardos
5. ↑  Lista composta da PSI e Unione Popolare Cristiana
6. ↑  17 + 1 seggio assegnato al candidato presidente classificatosi secondo
7. ↑  Lista composta da Unidos, ProgReS, ex PSd'Az e Sardigna Libera
8. ↑  Lista composta da RossoMori, IRS, Sardigna Natzione Indipendentzia, Liberu, Sardegna Possibile e Gentes

## Consiglieri eletti
Di seguito sono riportati i 58 consiglieri eletti nelle liste, elencati per circoscrizione. A questi si aggiungono il presidente eletto Christian Solinas del Partito Sardo d'Azione e Massimo Zedda di Campo Progressista Sardegna che, in quanto primo dei candidati presidente non eletti, ottiene un seggio da consigliere.
| Lista                                    | Lista           | Circoscrizioni    | Circoscrizioni     | Circoscrizioni   | Circoscrizioni         | Circoscrizioni     | Circoscrizioni    | Circoscrizioni  | Circoscrizioni    |
| Lista                                    | Lista           | Cagliari          | Sassari            | Nuoro            | Olbia-Tempio           | Oristano           | Carbonia-Iglesias | Medio Campidano | Ogliastra         |
| ---------------------------------------- | --------------- | ----------------- | ------------------ | ---------------- | ---------------------- | ------------------ | ----------------- | --------------- | ----------------- |
| Lega Salvini Sardegna (8)                |                 | Andrea Piras      | Michele Pais       | Pierluigi Saiu   | Dario Giagoni          | Annalisa Mele      |                   | Michele Ennas   |                   |
| Lega Salvini Sardegna (8)                | Sara Canu       | Ignazio Manca     |                    |                  |                        |                    |                   |                 |                   |
| Partito Sardo d'Azione (7)               |                 | Gianni Chessa     | Piero Maieli       | Franco Mula      | Giovanni Satta         |                    |                   | Fabio Usai      |                   |
| Partito Sardo d'Azione (7)               | Nanni Lancioni  |                   |                    |                  |                        |                    |                   |                 |                   |
| Partito Sardo d'Azione (7)               | Stefano Schirru |                   |                    |                  |                        |                    |                   |                 |                   |
| Forza Italia (5)                         |                 | Alessandra Zedda  | Antonello Peru     | Giuseppe Talanas | Angelo Cocciu          | Emanuele Cera      |                   |                 |                   |
| Riformatori Sardi (4)                    |                 | Michele Cossa     | Aldo Salaris       |                  | Giovanni Antonio Satta | Alfonso Marras     |                   |                 |                   |
| Fratelli d'Italia (3)                    |                 | Paolo Truzzu      | Nico Mundula       |                  |                        | Francesco Mura     |                   |                 |                   |
| Unione di Centro (3)                     |                 | Giorgio Oppi      | Gian Filippo Sechi |                  | Andrea Biancareddu     |                    |                   |                 |                   |
| Sardegna 20Venti (3)                     |                 | Stefano Tunis     | Pietro Moro        |                  |                        | Domenico Gallus    |                   |                 |                   |
| Sardegna Civica (1)                      |                 | Roberto Caredda   |                    |                  |                        |                    |                   |                 |                   |
| Fortza Paris (1)                         |                 | Valerio De Giorgi |                    |                  |                        |                    |                   |                 |                   |
| Partito Democratico (8)                  |                 | Piero Comandini   | Gianfranco Ganau   | Roberto Deriu    | Giuseppe Meloni        |                    |                   | Gigi Piano      | Salvatore Corrias |
| Partito Democratico (8)                  | Cesare Moriconi |                   |                    |                  |                        |                    |                   |                 |                   |
| Partito Democratico (8)                  | Valter Piscedda |                   |                    |                  |                        |                    |                   |                 |                   |
| Campo Progressista Sardegna (2)          |                 | Francesco Agus    | Gianfranco Satta   |                  |                        |                    |                   |                 |                   |
| Liberi e Uguali (2)                      |                 | Eugenio Lai       | Daniele Cocco      |                  |                        |                    |                   |                 |                   |
| Noi, la Sardegna con Massimo Zedda (2)   |                 | Laura Caddeo      |                    |                  |                        | Diego Loi          |                   |                 |                   |
| Futuro Comune con Massimo Zedda (1)      |                 | Franco Stara      | Antonio Piu        |                  |                        |                    |                   |                 |                   |
| Sardegna in Comune con Massimo Zedda (1) |                 | Maria Laura Orrù  |                    |                  |                        |                    |                   |                 |                   |
| Movimento 5 Stelle (6)                   |                 | Michele Ciusa     | Desirè Manca       | Elena Fancello   | Roberto Li Gioi        | Alessandro Solinas |                   |                 |                   |
| Movimento 5 Stelle (6)                   | Carla Cuccu     |                   |                    |                  |                        |                    |                   |                 |                   |

## Conseguenze
In seguito ai risultati "insoddisfacenti", il 26 febbraio 2019 l'assessore ai Lavori Pubblici uscente Paolo Maninchedda, candidato presidente con il Partito dei Sardi, si dimise dalla carica di segretario nazionale del suo partito. Il giorno successivo anche Mauro Pili, per analoghe ragioni, fece un passo indietro svestendosi dei panni di leader del movimento Sardi Liberi. Nello stesso giorno Nicola Sanna (candidato in lista PD), a causa della sconfitta del partito e di una sconfitta personale pesante, si dimise dalla carica di sindaco di Sassari. Il 7 marzo, dopo un invito al ripensamento da parte di colleghi di partito e intellettuali, ritira le dimissioni. Il comune di Sassari in ogni caso sarebbe comunque andato ad elezioni nella primavera dello stesso anno. Essendo arrivato secondo nella corsa alla presidenza Massimo Zedda venne eletto consigliere regionale, carica incompatibile con quella di sindaco di Cagliari. L'11 marzo 2019 ufficializzò pertanto le proprie dimissioni da primo cittadino del capoluogo sardo in cui era in carica da quasi 8 anni, rimandando i cittadini alle urne, con due anni di anticipo, nella primavera dello stesso anno.